# Chiara Bellosi
Chiara Bellosi (* 1973 in Como, Italien) ist eine italienische Regisseurin.

## Leben und Beruflicher Werdegang
Bellosi studierte Dramaturgie an der Civica Scuola di Teatro Paolo Grassi in Mailand. Nachdem sie ihr Diplom abgeschlossen hatte, studierte sie 2007 Dokumentarfilm am Istituto Europeo di Design in Venedig. Sie beteiligte sich an mehreren Dokumentarfilmen und drehte dann Palazzo di Giustizia, ihren ersten Spielfilm, der 2020 bei der 70. Berlinale uraufgeführt wurde. Im Rahmen eines Interviews zu diesem Film gab sie an, dass sie über eine längere Zeit in der Sozialarbeit aktiv war.
2022 nahm sie bereits zum zweiten Mal an der Berlinale teil. Ihr Film Calcinculo feierte in der Sektion Panorama auf der 72. Berlinale Weltpremiere.

## Auszeichnungen
Bellosis Film Palazzo di Giustizia wurde während der Berlinale 2020 für den GWFF Preis Bester Erstlingsfilm nominiert, mit dem junge Filmtalente gefördert werden sollen. Im selben Jahr erhielt Bellosi auf dem Bosphorus Filmfestival für Palazzo di Giustizia den Preis für die beste Regie. Das Filmfest Castellinaria Festival del cinema giovane zeichnete ihren Film 2020 mit dem Utopia-Award aus.

## Filmografie
- 2006: Checosamanca (Episodenfilm, Regie eines Segments)
- 2020: Palazzo di Giustizia (Ordinary Justice, Ordentliche Gerichtsbarkeit)
- 2022: Calcinculo (Swing Ride)